# Serginho
Sérgio Cláudio dos Santos, detto Serginho (Nilópolis, 27 giugno 1971), è un ex calciatore brasiliano, di ruolo difensore o centrocampista. Nelle nove stagioni trascorse al  Milan Serginho è stato campione d'Italia nel 2004 e due volte campione d'Europa nel 2003 e nel 2007. Ha inoltre messo in bacheca due Supercoppe Europee, una Coppa del mondo per club, una Coppa Italia ed una Supercoppa italiana.

## Caratteristiche tecniche
Cursore di fascia con una spiccata propensione offensiva, aveva nella velocità e nel cross le sue doti migliori, tanto da essere soprannominato Concorde.

## Carriera

### Club

#### Itaperuna
Serginho non è cresciuto in nessun vivaio di squadre brasiliane, dedicandosi da ragazzo a sport come l'atletica dove sono emerse le sue grandi doti di velocista e scattista.
Ha iniziato la sua carriera da calciatore solo nel 1992, all'età di 21 anni. Le sue doti vengono notate dall'Itaperuna, piccola squadra dello stato di Rio de Janeiro dove sostiene un provino proprio nel 1992. Con la squadra carioca ha giocato per due anni prendendo parte a due Campionati Carioca, al campionato di seconda divisione del 1992 e alle qualificazioni per la Segunda Divisão 1994.

#### Bahia e Flamengo
Nel 1994, a 23 anni, è passato al Bahia, squadra con cui ha vinto il Campionato Baiano del 1994 ottenuto grazie alla vittoria del triangolare finale contro il Vitória e il Camaçari.
In sola mezza stagione le sue doti sono state notate dal Flamengo, che ha deciso di investire nel giovane calciatore. Per Serginho è così arrivata la prima possibilità di mettersi in luce in una delle migliori squadre nazionali e partecipare al campionado di Série A del 1994. Nel corso della stagione ha totalizzato 9 presenze in campionato, 5 delle quali come titolare.

#### Cruzeiro
Nel 1995 è stato ceduto al Cruzeiro. Qui il ventiquattrenne Serginho è riuscito pian piano a guadagnare la fiducia del tecnico e a conquistare un posto stabile da titolare nella squadra che ha raggiunto le semifinali del Campeonato Brasileiro Série A 1995 dove è stata eliminata dal Botafogo che poi avrebbe vinto il titolo. Serginho ha disputato 15 partite in campionato (13 nella fase a gironi e 2 in semifinale) con una rete realizzata il 12 marzo 1995 nel 5-0 con cui il Cruzeiro ha battuto in casa il Bahia.

#### San Paolo
Nel 1996 è stato acquistato dal San Paolo. Nei primi anni, chiuso dall'estro di Denílson, è stato schierato in difesa come terzino. Con il club paulista ha conquistato nel 1998 il Campionato Paulista.
L'exploit è avvenuto nel 1999, quando è stato avanzato di posizione per sostituire proprio Denílson, nel frattempo passato al Betis. In quell'anno ha segnato ben 7 gol in 14 partite nel Campionato Paulista ed è stato autore di ottime prestazioni come nell'incontro San Paolo-Palmeiras 5-1, dove ha segnato 3 reti (due delle quali su rigore) e realizzato gli assist per le altre marcature.

#### Milan
Nell'estate 1999 viene acquistato dal Milan per una cifra pari a 18 miliardi di lire. Debutta in Serie A in Milan-Perugia (3-1) il 12 settembre 1999, realizzando tra l'altro l'assist vincente per il momentaneo 2-1 di Ševčenko. Il brasiliano si inserisce alla perfezione negli schemi offensivi di Zaccheroni e diventa una pedina fondamentale come supporto al tridente Ševčenko-Bierhoff-Weah. Il 18 settembre realizza il suo primo gol in maglia rossonera, quello del definitivo 1-1 in Bari-Milan, terza giornata di campionato. Il 21 settembre fa il suo esordio nelle coppe europee e in Champions League, offrendo una convincente prestazione nella vittoria a San Siro contro il Galatasaray.
L'annata 2000-2001 lo vede ancora protagonista con i rossoneri. Il 5 novembre 2000 segna il suo primo gol stagionale contro l'Atalanta, mentre l'8 novembre realizza il primo gol in UEFA Champions League, quello del definitivo 1-1 in Milan-Leeds Utd, ultima giornata del girone di ritorno. L'11 maggio 2001 è autore di una delle sue migliori prestazioni in carriera: nel derby della Madonnina vinto 6-0 contro l'Inter è autore di tre assist e della sesta rete rossonera. Nella stagione 2002-2003 realizza sei gol, tra cui uno in UEFA Champions League contro il Bayern Monaco nella fase a gironi e una doppietta nella finale di andata di Coppa Italia contro la Roma. Il 28 maggio disputa la finale di Champions all'Old Trafford di Manchester contro la Juventus; entrato nel secondo tempo al posto di Pirlo, Serginho è autore del primo rigore della serie finale che consegnano la coppa ai rossoneri. Nella stagione 2003-2004 conquista la Supercoppa europea contro il Porto e lo scudetto, giocando però poco ed essendo spesso sostituito. Nella stagione successiva, invece, inizialmente è ancora poco impiegato, ma nella seconda parte del campionato diventa decisivo entrando dalla panchina e permettendo al Milan di vincere e ribaltare molte partite nel finale. Nel 2005 il Milan disputa nuovamente la finale di Champions League a Istanbul contro il Liverpool, ma stavolta perde ai rigori, con Serginho che calcia il suo sopra la traversa.
Nella stagione 2005-2006 Serginho è arretrato stabilmente dal tecnico Carlo Ancelotti nella posizione di terzino sinistro, ruolo che già aveva ricoperto all'inizio della carriera, e diventa il titolare della formazione rossonera in tale posizione. Sebbene all'inizio sia scettico, il brasiliano riesce ad adattarsi al nuovo ruolo, offrendo ottime prestazioni e dando un importante contributo ai futuri successi rossoneri. Nel maggio 2007 vince la sua seconda Champions League, pur disputando solo i preliminari contro la Stella Rossa e uno spezzone della partita di ritorno dei quarti di finale con il Bayern Monaco a causa di un'ernia del disco e conseguente operazione, avvenuta il 5 dicembre 2006, che lo aveva fermato per quasi tutta la stagione. Dopo l'intervento chirurgico rientra nella partita Milan-Empoli 3-1 del 7 aprile 2007, a quasi 36 anni. Nei successivi mesi di agosto e dicembre conquista rispettivamente la sua seconda Supercoppa Europea e la Coppa del mondo per club, senza tuttavia scendere in campo.
Anche a causa dei diversi infortuni patiti nella stagione 2007-2008, a febbraio viene tolto dalla lista Champions per fare spazio a Pato. Il 16 maggio 2008, nel corso della trasmissione televisiva Segni Particolari in onda su Milan Channel, Serginho e il connazionale Cafu annunciano l'addio al Milan. Serginho rende noto anche il proprio ritiro dall'attività agonistica. Il 18 maggio gioca i minuti finali della partita Milan-Udinese 4-1, 281ª e ultima gara con i rossoneri.

### Nazionale
Serginho ha esordito nella Nazionale brasiliana il 23 settembre 1998 a São Luís in amichevole contro la Jugoslavia (1-1), partita nella quale è subentrato a Felipe al 69º minuto di gioco.
Con la Nazionale verdeoro ha partecipato alla Copa América 1999, vincendola, e alla Confederations Cup 1999, dove ha segnato un gol (l'unico con la Seleção) su calcio di rigore nella finale persa per 4-3 contro il Messico.
Volendo dedicarsi completamente al Milan, si è ritirato dalla Nazionale nel novembre del 2002, dopo avervi disputato 10 partite tra il 1998 e il 2001 (4 amichevoli, una nella Coppa America 1999, 4 nella Confederations Cup 1999 e una nelle qualificazioni al Mondiale 2002).

### Ritiro
Il 19 luglio 2008 entra a far parte della dirigenza rossonera come osservatore per il Milan.
Il 28 settembre 2017 viene chiamato dal suo amico Leonardo come suo vice per l'Antalyaspor nella nuova avventura turca. 
Il 7 novembre lascia ufficialmente il suo ruolo nel Milan. Il 6 dicembre lascia il club turco in concomitanza alle dimissioni di Leonardo.

## Statistiche

### Presenze e reti nei club
| Stagione         | Squadra          | Campionato       | Campionato | Campionato | Coppe nazionali | Coppe nazionali | Coppe nazionali | Coppe continentali | Coppe continentali | Coppe continentali | Altre coppe | Altre coppe | Altre coppe | Totale | Totale |
| Stagione         | Squadra          | Comp             | Pres       | Reti       | Comp            | Pres            | Reti            | Comp               | Pres               | Reti               | Comp        | Pres        | Reti        | Pres   | Reti   |
| ---------------- | ---------------- | ---------------- | ---------- | ---------- | --------------- | --------------- | --------------- | ------------------ | ------------------ | ------------------ | ----------- | ----------- | ----------- | ------ | ------ |
| 1992             | Itaperuna        | B                | ?          | ?          | -               | -               | -               | -                  | -                  | -                  | -           | -           | -           | ?      | ?      |
| 1993             | Itaperuna        | B                | ?          | ?          | -               | -               | -               | -                  | -                  | -                  | -           | -           | -           | ?      | ?      |
| Totale Itaperuna | Totale Itaperuna | Totale Itaperuna | ?          | ?          |                 | -               | -               |                    | -                  | -                  | -           | -           | -           | ?      | ?      |
| gen.-giu. 1994   | Bahia            | PD/BA            | ?          | ?          | CB              | 2               | 1               | -                  | -                  | -                  | -           | -           | -           | 2+     | 1+     |
| giu.-dic. 1994   | Flamengo         | A                | 9          | 0          | -               | -               | -               | SS                 | 1                  | 0                  | CR          | 2           | 0           | 12     | 0      |
| 1995             | Cruzeiro         | A                | 15         | 1          | CB              | 5               | 0               | SS+CO              | 5+2                | 0                  | -           | -           | -           | 27     | 1      |
| gen.-mar. 1996   | Cruzeiro         | -                | -          | -          | CB              | 1               | 0               | -                  | -                  | -                  | -           | -           | -           | 1      | 0      |
| Totale Cruzeiro  | Totale Cruzeiro  | Totale Cruzeiro  | 15         | 1          |                 | 6               | 0               |                    | 7                  | 0                  |             | -           | -           | 28     | 1      |
| mar.-dic. 1996   | San Paolo        | A1/SP+A          | 14+20      | 0+2        | -               | -               | -               | CO+SS              | 1+2                | 0+1                | -           | -           | -           | 37     | 3      |
| 1997             | San Paolo        | A1/SP+A          | 19+19      | 3+0        | CB              | 3               | 0               | SS                 | 9                  | 0                  | RSP         | 5           | 0           | 55     | 3      |
| 1998             | San Paolo        | A1/SP+A          | 9+20       | 1+4        | CB              | 5               | 0               | CM                 | 5                  | 0                  | RSP         | 8           | 1           | 47     | 6      |
| gen.-giu. 1999   | San Paolo        | A1/SP            | 14         | 7          | CB              | 3               | 2               | -                  | -                  | -                  | RSP         | 8           | 4           | 25     | 13     |
| Totale San Paolo | Totale San Paolo | Totale San Paolo | 56+59      | 11+6       |                 | 11              | 2               |                    | 17                 | 1                  |             | 21          | 5           | 164    | 25     |
| 1999-2000        | Milan            | A                | 24         | 2          | CI              | 2               | 0               | UCL                | 5                  | 0                  | -           | -           | -           | 31     | 2      |
| 2000-2001        | Milan            | A                | 21         | 4          | CI              | 5               | 0               | UCL                | 11                 | 1                  | -           | -           | -           | 37     | 5      |
| 2001-2002        | Milan            | A                | 27         | 4          | CI              | 4               | 0               | CU                 | 8                  | 1                  | -           | -           | -           | 39     | 5      |
| 2002-2003        | Milan            | A                | 21         | 3          | CI              | 4               | 2               | UCL                | 13                 | 1                  | -           | -           | -           | 38     | 6      |
| 2003-2004        | Milan            | A                | 20         | 0          | CI              | 5               | 0               | UCL                | 7                  | 0                  | SI+SU+CInt  | 1+0+0       | 0           | 33     | 0      |
| 2004-2005        | Milan            | A                | 22         | 5          | CI              | 3               | 1               | UCL                | 6                  | 0                  | SI          | 1           | 0           | 32     | 6      |
| 2005-2006        | Milan            | A                | 33         | 0          | CI              | 3               | 0               | UCL                | 11                 | 0                  | -           | -           | -           | 47     | 0      |
| 2006-2007        | Milan            | A                | 6          | 0          | CI              | 0               | 0               | UCL                | 3                  | 0                  | -           | -           | -           | 9      | 0      |
| 2007-2008        | Milan            | A                | 11         | 0          | CI              | 1               | 0               | UCL                | 3                  | 0                  | SU+Cmc      | -           | -           | 15     | 0      |
| Totale Milan     | Totale Milan     | Totale Milan     | 185        | 18         |                 | 27              | 3               |                    | 67                 | 3                  |             | 2           | 0           | 281    | 24     |
| Totale carriera  | Totale carriera  | Totale carriera  | 324        | 36         |                 | 46              | 6               |                    | 92                 | 4                  |             | 25          | 5           | 487    | 51     |

### Cronologia presenze e reti in nazionale
| Cronologia completa delle presenze e delle reti in nazionale ― Brasile | Cronologia completa delle presenze e delle reti in nazionale ― Brasile | Cronologia completa delle presenze e delle reti in nazionale ― Brasile | Cronologia completa delle presenze e delle reti in nazionale ― Brasile | Cronologia completa delle presenze e delle reti in nazionale ― Brasile | Cronologia completa delle presenze e delle reti in nazionale ― Brasile | Cronologia completa delle presenze e delle reti in nazionale ― Brasile | Cronologia completa delle presenze e delle reti in nazionale ― Brasile |
| Data                                                                   | Città                                                                  | In casa                                                                | Risultato                                                              | Ospiti                                                                 | Competizione                                                           | Reti                                                                   | Note                                                                   |
| ---------------------------------------------------------------------- | ---------------------------------------------------------------------- | ---------------------------------------------------------------------- | ---------------------------------------------------------------------- | ---------------------------------------------------------------------- | ---------------------------------------------------------------------- | ---------------------------------------------------------------------- | ---------------------------------------------------------------------- |
| 23-9-1998                                                              | São Luís                                                               | Brasile                                                                | 1 – 1                                                                  | Jugoslavia                                                             | Amichevole                                                             | -                                                                      |                                                                        |
| 14-10-1998                                                             | Washington                                                             | Brasile                                                                | 5 – 1                                                                  | Ecuador                                                                | Amichevole                                                             | -                                                                      |                                                                        |
| 18-11-1998                                                             | Fortaleza                                                              | Brasile                                                                | 5 – 1                                                                  | Russia                                                                 | Amichevole                                                             | -                                                                      |                                                                        |
| 28-3-1999                                                              | Seul                                                                   | Corea del Sud                                                          | 1 – 0                                                                  | Brasile                                                                | Amichevole                                                             | -                                                                      |                                                                        |
| 30-6-1999                                                              | Ciudad del Este                                                        | Brasile                                                                | 7 – 0                                                                  | Venezuela                                                              | Coppa America 1999 - 1º turno                                          | -                                                                      |                                                                        |
| 24-7-1999                                                              | Guadalajara                                                            | Brasile                                                                | 4 – 0                                                                  | Germania                                                               | Conf. Cup 1999 - 1º turno                                              | -                                                                      |                                                                        |
| 28-7-1999                                                              | Guadalajara                                                            | Brasile                                                                | 1 – 0                                                                  | Stati Uniti                                                            | Conf. Cup 1999 - 1º turno                                              | -                                                                      |                                                                        |
| 1-8-1999                                                               | Guadalajara                                                            | Brasile                                                                | 8 – 2                                                                  | Arabia Saudita                                                         | Conf. Cup 1999 - Semifinale                                            | -                                                                      |                                                                        |
| 4-8-1999                                                               | Città del Messico                                                      | Messico                                                                | 4 – 3                                                                  | Brasile                                                                | Conf. Cup 1999 - Finale                                                | 1                                                                      | [ 47 ]                                                                 |
| 7-11-2001                                                              | La Paz                                                                 | Bolivia                                                                | 3 – 1                                                                  | Brasile                                                                | Qual. Mondiali 2002                                                    | -                                                                      |                                                                        |
| Totale                                                                 |                                                                        | Presenze                                                               | 10                                                                     |                                                                        | Reti                                                                   | 1                                                                      |                                                                        |

## Palmarès

### Giocatore

#### Club

##### Competizioni statali
- Campionato Baiano: 1

Bahia: 1994
- Campionato paulista: 1

San Paolo: 1998

##### Competizioni nazionali
- Coppa Italia: 1

Milan: 2002-2003
- Campionato italiano: 1

Milan: 2003-2004
- Supercoppa italiana: 1

Milan: 2004

##### Competizioni internazionali
- Copa de Oro: 1

Cruzeiro: 1995
- UEFA Champions League: 2

Milan: 2002-2003, 2006-2007
- Supercoppa UEFA: 2

Milan: 2003, 2007
- Coppa del mondo per club: 1

Milan: 2007

#### Nazionale
- Coppa America: 1

1999